# Djuptjärnen (Särna socken, Dalarna, 685169-134138)
Djuptjärnen är en sjö i Älvdalens kommun i Dalarna och ingår i Dalälvens huvudavrinningsområde. Sjön har en area på 0,142 kvadratkilometer och ligger 615,6 meter över havet.

## Delavrinningsområde
Djuptjärnen ingår i det delavrinningsområde (685176-134221) som SMHI kallar för Mynnar i Byggningan. Medelhöjden är 607 meter över havet och ytan är 10,41 kvadratkilometer. Det finns inga avrinningsområden uppströms utan avrinningsområdet är högsta punkten. Veksjöån som avvattnar avrinningsområdet har biflödesordning 3, vilket innebär att vattnet flödar genom totalt 3 vattendrag innan det når havet efter 465 kilometer. Avrinningsområdet består mestadels av skog (49 procent) och sankmarker (40 procent). Avrinningsområdet har 1,11 kvadratkilometer vattenytor vilket ger det en sjöprocent på 10,7 procent.